# Wilhelm Martin (Kunsthistoriker)

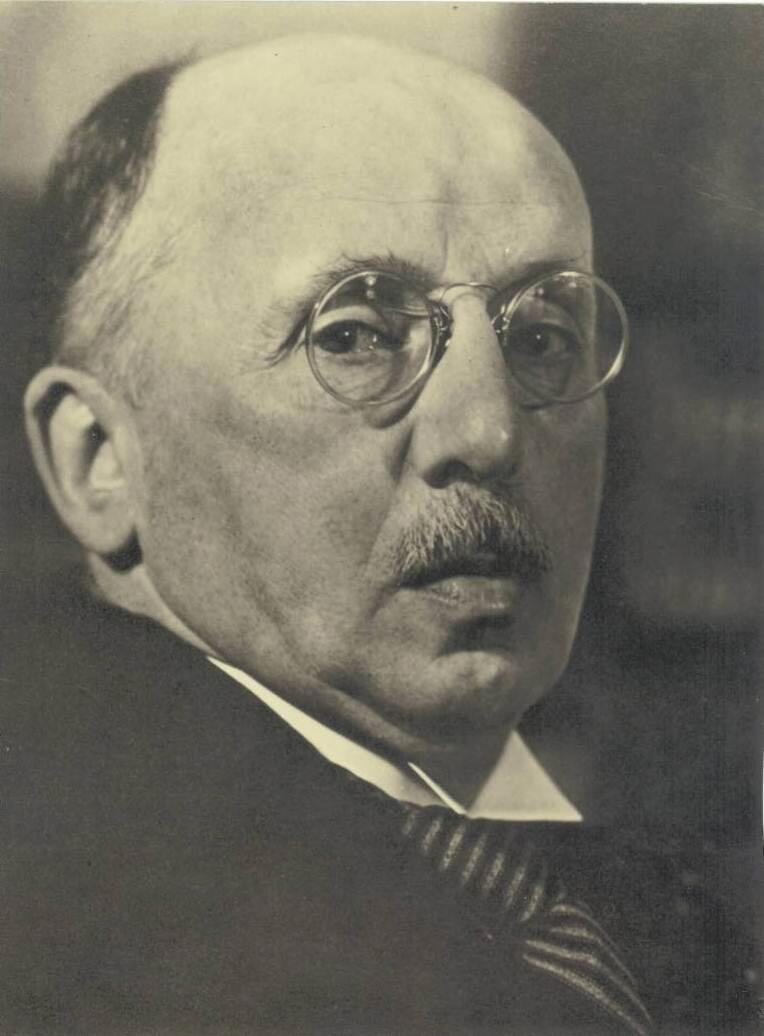
Wilhelm Martin (1933)

Wilhelm Martin (* 20. Juni 1876 in Quakenbrück; † 10. März 1954 in Den Haag) war ein niederländischer Kunsthistoriker.
Wilhelm Martin wuchs ab 1877 in Leiden auf, wo sein Vater Karl Martin Professor für Geologie an der dortigen Universität war. Von 1894 bis 1899 studierte er in Leiden und wurde 1901 dort mit einer Arbeit über den Maler Gerard Dou promoviert. Ab 1901 war er für das Mauritshuis in Den Haag als stellvertretender Direktor unter Abraham Bredius tätig; von 1909 bis 1945 war er selbst Direktor des Museums. Von 1907 bis 1946 lehrte Martin auch als außerordentlicher Professor für Kunstgeschichte an der Universität Leiden. 1935 wurde er auch Leiter der graphischen Sammlung der Universität. Von 1934 bis 1954 war er Direktor der Sammlung Mesdag in Den Haag.

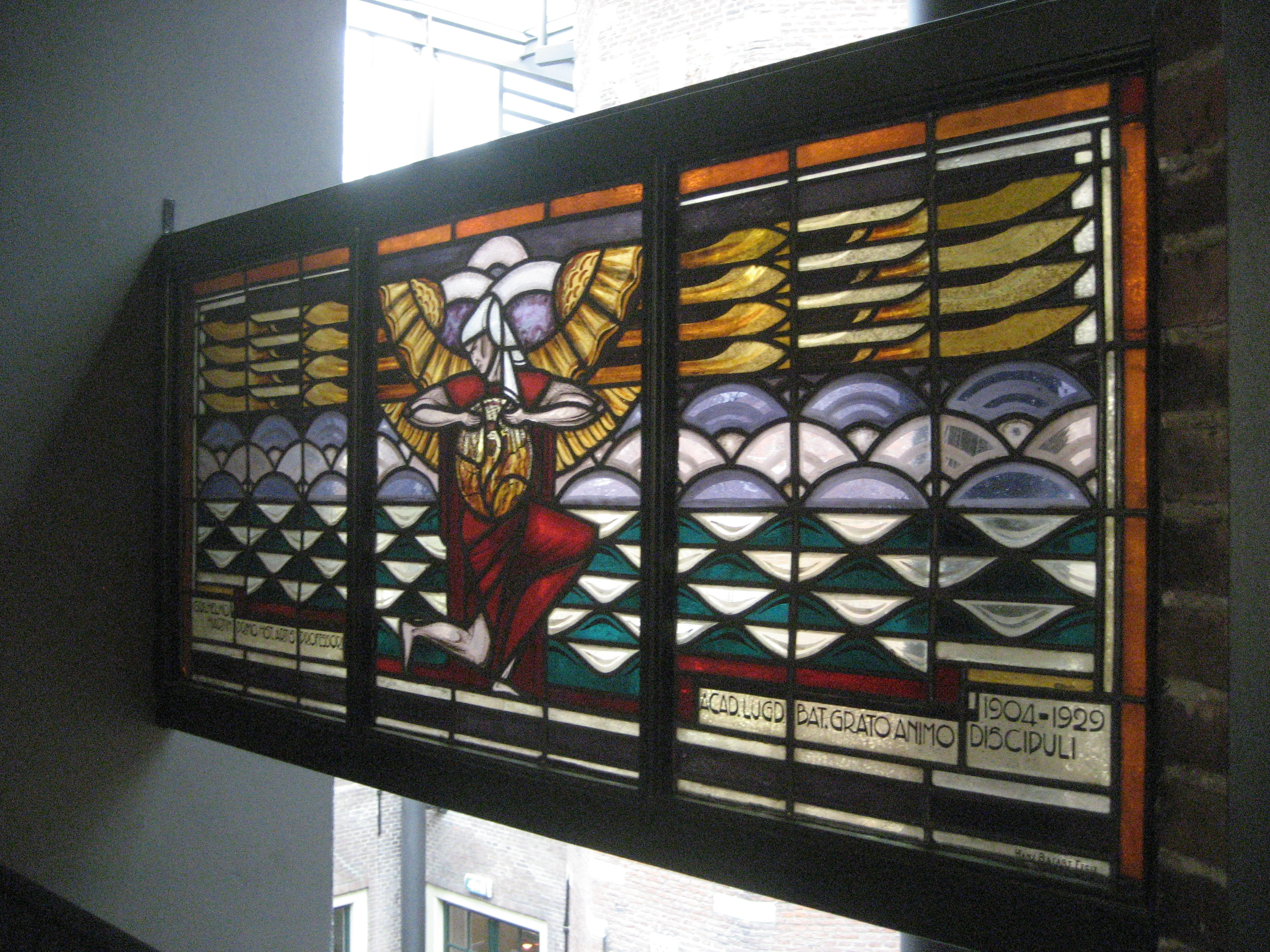
Honoris Guilhelmo Martin (Akademiegebäude Leiden)

Sein Spezialgebiet war die niederländische Malerei des 17. Jahrhunderts.

## Veröffentlichungen (Auswahl)
- mit Ernst Wilhelm Moes: Altholländische Malerei. Gemälde von holländischen und vlämischen Meistern in Rathäusern, kleineren Museen, Kirchen, Stiften, Waisenhäusern, Senatszimmern, u.s.w., und in Privatbesitz.Klinkhardt & Biermann, Leipzig 1, 1911/12 – 2, 1913/15